# Time Warp Festival
El Time Warp Festival es un festival internacional de música electrónica cuya primera edición fue el 26 de noviembre de 1994 en la ciudad de Ludwigshafen am Rhein, Alemania. Desde entonces se celebró entre una y tres veces por año en distintas ciudades de Alemania. En 2005 se realizó la primera edición fuera de ese país, en el Výstaviště Praha (República Checa), en los años subsiguientes el festival se extendió a varios países del mundo tales como Italia, Países Bajos, Argentina y Estados Unidos.
El Time Warp Buenos Aires 2016 terminó con la muerte de 5 jóvenes por ingesta de droga de diseño. Además, otros cinco jóvenes permacieron internados en distintas unidades de terapia intensiva. Los exámenes toxicológicos revelaron el consumo de sustancias como MDMA (o éxtasis), metanfetaminas y, particularmente, de PMMA (conocida como Supermán).

## Ediciones del Time Warp de 1994 hasta el presente
| Fecha          | Lugar                                               | Artistas |
| -------------- | --------------------------------------------------- | --- |
| 26.11.1994     | Walzmühle Ludwigshafen                              | Speedy J, Robert Armani, Laurent Garnier, John Acquaviva, Lunatic Asylum, Acid Junkies, Patrick Lindsey, Trope, Kid Paul, Groover Klein. Heiko M/S/O, Mr. Erg, seebase, Marc Bean |
| 20.05.1995     | Maimarkthalle Mannheim                              | Richie Hawtin, Laurent Garnier, Sven Väth, Carl Cox, Josh Wink, Kid Paul, Juan Atkins, LFO, Air Liquide, Peter Lazonby, Cosmic Baby |
| 02.12.1995     | Walzmühle Ludwigshafen                              | Sven Väth, Richie Hawtin, Darren Emmerson, John Acquaviva, Kevin Saunderson, DJ Hell, Earth Nation, Ian Pooley, Rob Acid, Unit Moebius, Seebase, Marc Bean |
| 25.05.1996     | Arena Berlín                                        | Orbital, Cosmic Baby, Sun Electric, Sluts n Strings, Theriot, Der Dritte Raum, Dr. Rockit, Seven Sisters, Gregory Fleckner Quintet, Tod Terry, Marcos López, Mitja Prinz, See Base, Underground Resistance DJ Aussault Squad |
| 29.03.1997     | Pier II Bremen                                      | Sven Väth, DJ Hell, Oliver Huntemann, Speedy J |
| 22.11.1997     | Messehalle Sinsheim                                 | Sven Väth, Carl Cox, Cosmic Baby, Westbam, Darren Emerson, Der Dritte Raum, Josh Wink, Richie Hawtin, Baby Ford, Cristian Vogel, Alter ego, Marc Bean |
| 30.05.1998     | Industriestrasse Mannheim                           | Sven Väth, DJ Dag, Dj Hell, Kevin Saunderson, Tanith, Alex Reece, Kemistry & Storm, Bandulu Earth Nation, Paul M, Mark NRG, Mark Bean, Seebase |
| 22.08.1998     | Pier II Bremen                                      | Carl Cox, Pascal F.E.O.S., Oliver Huntemann, Thomas Schumacher |
| 27.03.1999     | Werkhof Mannheim                                    | Carl Cox, Sven Väth, Talla 2XLC, DJ Dag, Marc Bean, uvm.. |
| 04.04.1999     | Pier II Bremen                                      | Sven Väth, Oliver Huntemann, Thomas Schumacher |
| 08.04.2000     | Maimarkthalle Mannheim                              | Sven Väth, Carl Cox, Paul van Dyk, Dag, Laurent Garnier, Dj Hell, Der Dritte Raum, Thomas Heckmann, Chris Liebing, Rolando, Kevin Saunderson, Tom Novy, Taucher, Talla 2xlc, Gayle San, Marc Bean |
| 07.04.2001     | Maimarkthalle Mannheim                              | Sven Väth, Carl Cox, Adam Beyer, Chris Liebing, Richie Hawtin, Technasia live, Cristian Vogel live, DJ Rush, DJ Hell, Orlando Voorn, Holgi Star, Marco Remus, Daniel Benavente, Thomas Lux Vorsprung durch Technik, Somalux, Toni Ríos, W.J. Henze, Pascal Feos, Ellen Alien, Monika Kruse, Gayle San, Marc Bean, DJ Dag, Talla 2XLC, Der Dritte Raum, Mauro Picotto, Kai Tracid, D-Cut, Artful Dodger, John Acquaviva, Tom Novy, See Base, DJ T, Naughty, Ramin, DJ Koze, Ricardo Villalobos, Tobi Neumann, C1, Christian Smith, Thomas Lux, Andrew Richley u. Ryan Rivera live, Marc Bean, Maze, Crazy Erg, Punkfood, Soundball, Soulsurfer, Shaneen, Benji, Sunship, Sweet Female Attitude, Nookie und Bailey |
| 06.10.2001     | Arena in Werdau                                     | Jeff Mills, Alter ego, Justin Berkovi, Adam Beyer, Cari Lekebusch, Chris Liebing, Toni Ríos, Gallen, Marco Remus... |
| 06.04.2002     | Maimarkthalle Mannheim                              | Sven Väth, Jeff Mills, Dave Clarke, Kevin Saunderson, DJ Rush, Umek, Valentino Kanzyani, Chris Liebing, Frank Lorber, Silicone Soul, Michael Mayer, Ricardo Villalobos, W.J. Henze, Karotte, DJ Erg, Marc Bean, See Base, Green Velvet, Funk D' Void, Gadgets, Thomas P. Heckmann, Anthony Rother... |
| 05.04.2003     | Maimarkthalle Mannheim                              | Sven Väth, Paul van Dyk, Richie Hawtin, Dave Clarke, Chris Liebing, Adam Beyer, Timo Maas, DJ Koze, Turntablerocker, Umek, Ricardo Villalobos, Marco Bailey, Toni Ríos, DJ T, Ata & Heiko MSO, Tobi Neumann, D.Diggler, Speedy J, The Advent, Alter ego, Vanguard, Tok Tok vs. Soffy O, Legowelt, Marc Bean, Leila Abu-Er-Rub |
| 02.10.2003     | Messe Hannover in den Pavillons unter dem Expo Dach | Sven Väth, Carl Cox, Laurent Garnier, Dave Clarke, Chris Liebing, Ricardo Villalobos, Tobi Neumann, DJ Koze, Renato Cohen, Blank & Jones, Kai Tracid, Tomcraft, Melanie di Tria, DJ Pierre, Chi, Holgi Star, Moguai, C1, Dave Clarke, Technasia, Der Dritte Raum... |
| 27.03.2004     | Maimarkthalle Mannheim                              | Sven Väth, Carl Cox, Richie Hawtin, Josh Wink, Dj Rush, Chris Liebing, Adam Beyer, Mauro Picotto, Monika Kruse, Ricardo Villalobos, Marco Bailey, John Acquaviva, Agoria, Ben Long, Tiefschwarz, Karotte, Seebase, Marc Bean, Leila Abu-Er-Rub, Klangkind, Chris Zander, Der Dritte Raum, Speedy J, Alexander Kowalski |
| 02.04.2005     | Maimarkthalle Mannheim                              | Sven Väth, Richie Hawtin, DJ Rush, DJ Hell, Dave Clarke, Chris Liebing, Ricardo Villalobos, Moguai, Timo Maas, Mauro Picotto, DJ Koze, Monika Kruse, Marco Bailey, Pasal F.E.O.S, Karotte, Wighnomy Brothers, Toni Ríos, Felipe, Ricardo Ferri, Seebase, Marc Bean, Leila Abu-Er-Rub |
| 22.10.2005     | Prumyslovy Palast Prag                              | Sven Väth, Monika Kruse, Mauro Picotto, Ricardo Villalobos, Tiefschwarz, Marco V, Lucien Foort Tube Tech live, Elite, Ruby, San, Laydee Jane, Quintin, Spyro, Felipe |
| 08.04.2006     | Maimarkthalle Mannheim                              | Frank Kvitta, James Holden, Karotte, Kid Alex, Loco Díce, Lovarro & Styles, Lucca, Luciano, Magda, Marc Bean, Matthew Jonson, Moguai, Nekes, Nick Curly, Ray Okapara, René Vaitl, Ricardo Villalobos, Richie Hawtin, Robert Natus, Seebase, Johnny D., Federico Molinari, Sven Wittekind, Tiefschwarz, Timo Maas, Turntablerocker |
| 27.05.2006     | Gazometer B Wien                                    | Tiefschwarz, Der Dritte Raum, Laurent Garnier, Jeff Mills |
| 31.03.2007     | Maimarkthalle Mannheim                              | Sven Väth, Richie Hawtin, Dave Clarke, DJ Hell, Ricardo Villalobos, Chris Liebing, Boys Noize aka Kid Alex, Turntablerocker, The Disco Boys, Moonbootica, Ellen Allien, DJ Koze, Loco Dice, DJ Karotte, Magda, Âme, DJ Murphy, Shinedoe, Raresh, Guy Gerber, Chris Tietjen, Seebase, Felix Kröcher, Nick Curly, Federico Molinari, Ray Okpara, DJ Manon, Nekes, Jay Edit, Johnny D., Pas de Deuxx Vivo: Anthony Rother, Deichkind, Lexy & K-Paul, Extrawelt, Martin Buttrich, Disco Dice |
| 05.04.2008     | Maimarkthalle Mannheim                              | Sven Väth, Richie Hawtin, Dave Clarke, Carl Cox, Ricardo Villalobos, Chris Liebing, James Holden, Turntablerocker, The Disco Boys, Digitalism, Loco Dice, DJ Karotte, Tiefschwarz, Marco Carola, DJ Karotte, Pet Duo, Rush, DJ Murphy, Johnny D., Nick Curly, Stefano Libelle, Luciano, Raresh, Magda, Âme, Marco Carola, Seebase, Manon, Federico Molinari, Nekes, Blast SL, Lovarro & Styles, Sasch BBC, Gerd Janson, Jay Edit Vivo: alter ego, Brian Sanhaji, 2000 and One |
| 29.11.2008     | Maassilo Rotterdam                                  | Laurent Garnier, Karotte, Ben Sims, Marco Carola, Moonbootica, The Disco Boys, Benny Rodrigues, Raresh, Pedro, Rhadoo, Miss Monica, Federico Molinari, Warren Fellow, Darko Esser, Remy Live: Heartthrob, Joris Voorn, Johnny D |
| 04.04.2009     | Maimarkthalle Mannheim                              | Sven Väth, Carl Cox, Richie Hawtin, Ricardo Villalobos, Chris Liebing, Dave Clarke, Turntablerocker, The Disco Boys, Monika Kruse, Ellen Allien, DJ Koze, Loco Dice, DJ Karotte, Luciano, Josh Wink, Marco Carola, Magda, Barem, Seebase, Nick Curly, Nekes, Steffen Baumann Vivo: Laurent Garnier, Anthony Rother, Mathew Jonson, Lexy & K-Paul, Joris Voorn, Sis, Reboot |
| 12.12.2009     | Maassilo Rotterdam                                  | Sven Väth, James Holden, Karotte, Michel de Hey, Seebase, Daniel Stefanik, Marek Hemann, Dennis Ruyer, Daniel Sánchez, Collabs feat. Chris Liebing & Speedy J, Christian Varela, Technasia, Secret Cinema, Darko Esser, Loco Dice, Marco Carola, Clickbox, Gaiser (live), Nekes, Remy, Bo & Nijs, Gideon Bouwens, Joey Daniel, Size |
| 27.03.2010     | Maimarkthalle Mannheim                              | Sven Väth, Carl Cox, Dubfire, Ricardo Villalobos, Chris Liebing, Turntablerocker, The Disco Boys, Monika Kruse, Ellen Allien, Loco Dice, DJ Karotte, Marco Carola, Magda, Lexy, Tobi Neumann, Dixon, Dorian Paic, Arian, Chris Tietjen, Livio & Roby, DJ Tom Live: Richie Hawtin (as Plastikman), Laurent Garnier, Reboot, Martin Buttrich, Gabriel Le Mar, Subsonic Park |
| 04.12.2010     | Sporthallen-Zuid Amsterdam                          | Sven Väth, Loco Dice, Marco Carola, DJ Karotte, Chris Liebing, Speedy J., Matthias Tanzmann, Dixon, Sandwell District, Laurent Garnier Presents L.B.S. Feat. Scan X & Benjamin Rippert, Planetary Assault Systems, Arjuna Schiks |
| 02.04.2011     | Maimarkthalle Mannheim                              | Sven Väth, Carl Cox, Richie Hawtin, Dubfire, Ricardo Villalobos, Loco Dice, Luciano & Carl Craig, Marco Carola, Chris Liebing, Magda, Monika Kruse, Josh Wink, Len Faki, DJ Karotte, Seth Troxler, Moonbootica, Lexy & K-Paul, Oliver Koletzki, Nick Curly, Mathias Kaden, Masomenos, Butch, Stefan Goldmann, Seebase, Nekes, Steffen Baumann, Sasch BBC, Stefano Libelle, Blast SL, Felix Neumann Vivo: Laurent Garnier, Henrik Schwarz, Slam Planetary Assault Systems, Marek Hemmann, Gaiser, Barem, Subsonic Park, Pulshar, Laserkraft 3D, Fimo feat. Manolos Indub |
| 01.10.2011     | Fiera Milano Rho, Mailand                           | Carl Cox, Chris Liebing, Cirillo, Clockwork, Ellen Alien, Fabrizio Maurizi, DJ Karotte, Lele Sacchi, Loco Dice, Magda, Mass Prod, Richie Hawtin, Sven Väth |
| 10.12.2011     | Brabanthallen, ’s-Hertogenbosch                     | Sven Väth, Ben Klock, Benny Rodrigues, Boris Werner, Chris Liebing, Darko Esser, Gerd Janson, Joey Daniel, DJ Karotte, Lauhaus, Loco Dice, Luke Slater, Marcel Dettmann, Marco Carola, Matthias Tanzmann, Michel De Hey, Mike Drama, Miss Djax, Monika Kruse, Paul Ritch, Prins Thomas, Remy, Richie Hawtin, Round Table Knights, Secret Cinema, See Base, Steve Rachnad, Sven Väth, Todd Terje, Tommy Four Seven, Warren Fellow Vivo: Extrawelt, Henrik Schwarz, Underworld |
| 31.03.2012     | Maimarkthalle Mannheim                              | Sven Väth, Carl Cox, Richie Hawtin, Marco Carola, Loco Dice, Dubfire, Adam Beyer, Chris Liebing, Dj Rush, Kevin Saunderson, John Digweed, Magda, Monika Kruse, DJ Karotte, Marcel Dettmann, Ben Klock, Steve Lawler, Davide Squillace, Jamie Jones, Visionquest(Seth Troxler, Ryan Crosson & Shaun Reeves), Paco Osuna, Pan-Pot, Mathias Kaden & Nick Curly(b2b), tINI, Dorian Paic, Robert Dietz, Felix Kröcher, Seebase, Frederico Molinari, Steffen Baumann, Sasch BBC, Steffen Deux, Lautleise Vivo: Laurent Garnier pres L.B.S., Extrawelt, Aka Aka feat. Thalstroem, Paul Ritch, Guti, Maetrik, Hobo. |
| 29.09.2012     | Fiera Milano Rho, Mailand                           | Sven Väth, Chris Liebing, Carl Cox, Ellen Alien, Ezikiel, Fabio della Torre, Giorgio Gigli, DJ Karotte, Lele Sacchi, Loco Dice, Lucy, Marco Carola, Marco Effe, Matthias Tanzmann, Monika Kruse, Pan-Pot, Premiesku, Richie Hawtin, Romano Alfieri, Yaya |
| 08.12.2012     | Jaarbeurs Utrecht                                   | Aka Aka, Alle Farben, Arjuna Schiks, Benny Rodrigues, Chris Liebing, Darko Esser, Egbert, Extrawelt, Gaiser, Gui Boratto, Guti, Invite, Jasper Wolff, John Digween, Joseph Capriati, DJ Karotte, Kollektiv Turmstrasse, Marcel Dettmann, Marcel Fengler, Mathias Kaden, Michel de Hey, Miss Melera, Monika Kruse, Nic Fanciulli, Nuno dos Santos, Olivier Weiter, Paco Osuna, Remy, Robert Hood, Some Chemistry, Steve Rachmad, Sven Väth, Tom Rujjg, Tommy Four Seven, UMEK, William Kouam Djoko, Wouter de Moor |
| 06.04.2013     | Maimarkthalle Mannheim                              | Sven Väth, Richie Hawtin, Carl Cox, Luciano, Laurent Garnier, Ricardo Villalobos, Loco Dice, Marco Carola, Dubfire, Chris Liebing, Visionquest, Jamie Jones, Dixon, Len Faki, Magda, Ellen Allien, Monika Kruse, DJ Karotte, Marcel Dettmann, Pan-Pot, Joseph Capriati, Agoria, Matthias Tanzmann, Mathias Kaden, Nick Curly, Valentino Kanzyani, Niconé & Sascha Braemer, Adam Port, David Mayer, Rampa, &Me, Tommy Four Seven, DJ Wankelmut, Hector, Alle Farben, Nekes, Seebase, Steffen Baumann, Sasch BBC, Steffen Deux, Sebastian Kreikemeier Live: Gaiser, Lexy & K-Paul, Matador, Oliver Schories, Bunte Bummler                                                                                         |
| 07.12.2013     | Jaarbeurs Utrecht                                   | &ME and David Mayer, Abstract Division, andhim, Art Department, Chris Liebing, Dominik Eulberg, Gary Beck, Joey Daniel, DJ Karotte, Loco Dice, Magda, Mano Le Tough, Marcel Dettmann, Marcus Worgull, Mathias Kaden, Michel de Hey & Benny Rodrigues, Monika Kruse, Nick Curly, Nicole Moudaber, Oliver Koletzki, Olivier Weiter, ONNO, Pan-Pot, Pony, Satori, Steve Rachmad, Subb-an, Sven Väth Live: Gregor Tresher, Paul Ritch, Tripeo |
| 05.04.2014     | Maimarkthalle Mannheim                              | Sven Väth, Richie Hawtin, Carl Cox, Luciano, Laurent Garnier & Scan X, Ricardo Villalobos, Loco Dice, Marco Carola, Dubfire, Chris Liebing, Magda, Monika Kruse, DJ Karotte, Marcel Dettmann, Pan-Pot, Adam Beyer, John Digweed, Steffen Baumann, Ben Klock, Ilario Alicante, Seebase, Joseph Capriati, Josh Wink, Sonja Moonear, David Nicolas & Sebastian Werle, Tale of us, Seth Troxler, Jamie Jones, tINI, Robert Dietz, Steffen Deux, Björn Hummerich & Daniel Schlender, Ernesto Ferreyra & Mirko Loko, Nick Curly, Oliver Koletzki, Chris Wood & Meat, Moonbootica, Sasch BBC Vivo: Recondite, Bunte Bummler, Gregor Tresher                                                                             |
| 30./31.05.2014 | Buenos Aires                                        | Art Department, Barem, Chris Liebing, Christobal Paz, Felipe Venegas, Franco Cinelli, Jorge Savoretti, Joseph Capriati, Loco Dice, Londonground, Luciano, Luis Nieva, Matador, Mezcla, Miguel Silver, Momo, Paco Osuna, Richie Hawtin, Santos Resiak, Tale of Us, The Martínez Brothers, Tommy Jacobs, Valentino Kanzyani |
| 28./29.11.2014 | New York                                            | 28. Nov. 2014: Connie, Dubfire (Live), Rank @ Tony, Joseph Capriati, Lauren Ritter, Luciano, Orazio Ripso, No Regular Play (Live), Sonja Moonear, The Martínez Brothers, tINI 29. Nov. 2014: Anthony Parasole, Dixon, DJ Tennis, Josh Wink, Pan-Pot, Richie Hawtin, Sven Väth, Fahad |
| 06.12.2014     | Jaarbeurs Utrecht                                   | Adriatique, Chris Liebing, De Sluwe Vos, Detroit Swindle, DJ Tennis, Egbert, Florinsz Janvier, Fritz Kalkbrenner, Function, Guti, Hernrik Schwarz, Ici Sans Merci, Job Jobse, Joey Daniel, Joop Junior, Joran van Pol, Joseph Capriati, Juan Sánchez, Karenn, Karotte, Maceo Plex, The Man with no Shadow, Marcel Fengler, Matador, Maya Jane Coles, Monika Kruse, Nuno Dos Santos, Pan-Pot, Pfirter, Prunk, Ricardo Villalobos, Robert Hood, Rod, Sterac AKA Steve Rachmand, Sven Väth, tINI |
| 05.04.2015     | Maimarkthalle Mannheim                              | AKA AKA Feat. Thalstroem, Alle Farben, Andhim, Audion (Live), Bunte Bummler (Live), Carl Cox, Chris Liebing, Dixon, Dubfire (Live/Hybrid), Felix Kröcher, Ilario Alicante, Jamie Jones, Joseph Capriati, Karotte, Laurent Garnier, Len Faki, Loco Dice, Luciano, Magda, Marco Carola, Monika Kruse, Niconé & Sascha Braemer, Paco Osuna, Pan-Pot, Ricardo Villalobos, Richie Hawtin, Rödhäd, Sasch BBC, Seebase, Sedee, Seth Troxler & The Martínez Brothers, Steffen Baumann, Steffen Deux, Sterac AKA Steve Rachmad, Sven Väth, Tale of us, Timo Maas, tINI |
| 17./18.04.2015 | Buenos Aires                                        | 17. April 2015: Davide Squillace, Dixon, DJ Tennis, Dubfire (Live/Hybrid), Luciano, Pan-Pot, Ricardo Villalobos, Deep Mariano, Felipe Venegas, Leandro Fresco, Miguel Silver 18. April 2015: Âme live, Chris Liebing, DJ Koze, Recondite live, Sven Väth, Franco Cinelli, Jorge Savoretti, Julian Jeweil, Londonground, Luis Nieva, Momo, Popof |
| 20./21.11.2015 | New York                                            | 20. Nov 2015: Black Coffee, Luciano, Monkey Safari, Ricardo Villalobos, Seth Troxler B2B Jamie Jones, Thugfucker, Taimur & Fahad, Vanjee B2B Nadav Vee B2B Shahar 21. Nov 2015: Apollonia, Chris Liebing, Joseph Capriati, Len Faki, Recondite live, Sven Väth, Tale Of Us, Julia Govor, MS. Mada B2B Bakke |
| 02.04.2016     | Maimarkthalle Mannheim                              | Adam Beyer, Alle Farben, Apollonia, Bunte Bummler, Carl Cox, Joseph Capriati, Chris Liebing, Dixon, Dubfire, Falscher Hase, Jamie Jones, Karotte, Kölsch, Laurent Garnier, Len Faki, Loco Dice, Luciano, Maceo Plex, Magda, Marco Carola, Monika Kruse, Nick Curly, Nicole Moudaber, Niconé & Sascha Braemer, Nina Kraviz, Pan-Pot, Petar Dundov (Live), Recondite (Live), Ricardo Villalobos, Richie Hawtin, Sasch BBC, Schwarzmann (Live), Seebase, Sedee, Seth Troxler & The Martínez Brothers, Solomun, Steffen Baumann, Steffen Deux, Sven Väth, Tale of Us |
| 15./16.04.2016 | Buenos Aires                                        | 15. April 2016: Chris Liebing, Guti, Jamie Jones, Kölsch, Loco Dice, Maceo Plex, Tale of Us. El evento del 16 de abril se cancela por los fallecidos del día anterior. |